# MBC 5시 뉴스와 경제 강원
《5시 뉴스와 경제 강원》은 춘천MBC TV에서 매주 평일 오후 5시에 방송 중인 강원 지역 저녁 경제 종합 뉴스 프로그램이다.

## 개요
5시 춘천 뉴스와 경제로 읽는다.

## 앵커
| 대수 | 진행자          | 진행 기간                         | 비고        |
| ---- | --------------- | --------------------------------- | ----------- |
| 1대  | 노지현 아나운서 | 일자미상 ~ 2020년 12월 31일       |             |
| 2대  | 이승현 아나운서 | 2021년 1월 4일 ~ 2021년 2월 5일   |             |
| 3대  | 노지현 아나운서 | 2021년 2월 5일 ~ 2021년 3월 26일  |             |
| 4대  | 정우성 아나운서 | 2021년 3월 29일 ~ 2021년 9월 1일  |             |
| 5대  | 노지현 아나운서 | 2021년 9월 2일 ~ 2021년 10월 1일  | [ 1 ] [ 2 ] |
| 6대  | 정우성 아나운서 | 2021년 10월 5일 ~ 일자 미상       | [ 3 ]       |
| 7대  | 김지후 아나운서 | 일자 미상 ~ 2024년 7월 12일       |             |
| 8대  | 노지현 아나운서 | 2024년 7월 15일 ~ 2024년 8월 30일 | [ 4 ]       |
| 9대  | 황지윤 아나운서 | 2024년 9월 2일 ~ 2024년 9월 27일  |             |
| 10대 | 김지후 아나운서 | 2024년 9월 30일 ~ 현재            | [ 5 ] [ 6 ] |

## 경쟁 프로그램
- KBS 뉴스 7 강원 (KBS 춘천 1TV)
- 뉴스퍼레이드 강원 (G1방송 TV)